# Václav Sochor

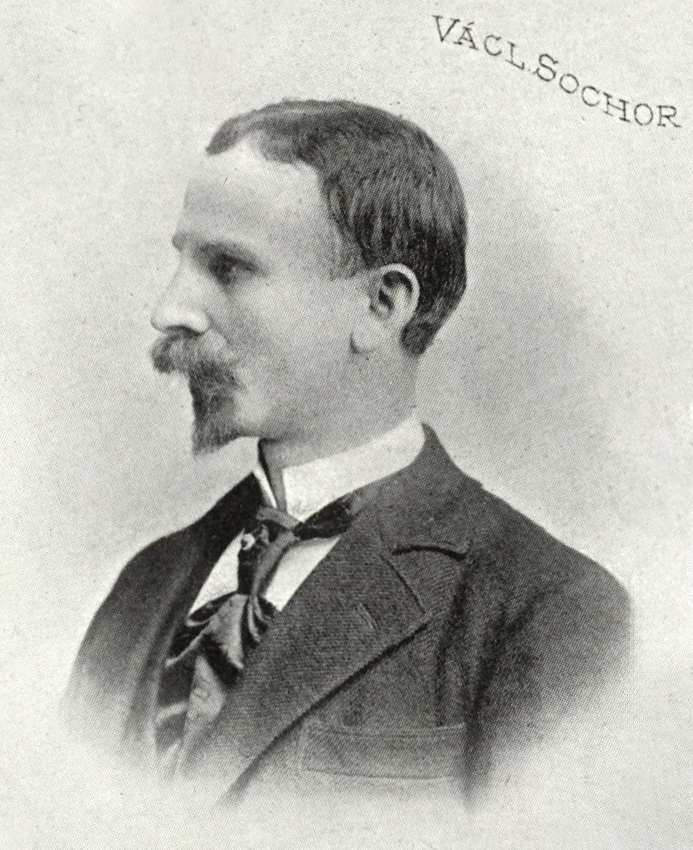
Václav Sochor (1899)

Václav Sochor (* 7. Oktober 1855 in Obora u Loun; † 23. Februar 1935 in Prag) war ein böhmischer Historien- und Schlachtenmaler.

Monumentalgemälde Die Batterie der Toten

## Leben und Werk
Sochor besuchte die Volksschulen in Blšany und Žatec, die Bürgerschule in Louny und schließlich das Realgymnasium in Rakovník. Ab 1874 war er Schüler der Prager Akademie. Zu seinen Kommilitonen gehörten Antonín Chittussi und Mikoláš Aleš, mit denen er nach deren Ausschluss aus der Akademie freundschaftlich verbunden blieb. Im Jahre 1882 studierte Sochor zunächst an der Akademie der Bildenden Künste München. Im Alter von 26 Jahren ging er nach Paris, wo er seine Studien unter den  Malern Emile Auguste Carolus-Duran und Léon Bonnat seine Ausbildung vertiefte. Sochor war bis 1895 in Paris tätig und lernte dort auch Alfons Mucha kennen. Während seines Wirkens in Frankreich gehörte er zum Kreis der traditionellen Maler und präsentierte seine Werke auf den jährlichen Ausstellungen in Pariser Salons. Sochor wurde 1890 als einer der wenigen Ausländer in die Französische Gesellschaft für Schöne Künste aufgenommen.
Im Sommer besuchte er seine Eltern, die im Jahre 1875 das Gehöft Nr. 42 in Cítoliby erworben hatten, und richtete sich dort im hinteren Trakt sein Atelier malírna ein. Dort schuf er zwischen 1884 und 1889 sein erstes Monumentalbild Fronleichnamsfeier in Böhmen (Slavnost Božího těla v Čechách). Das 800 × 520 cm große Gemälde wurde auf der Weltausstellung Paris 1889 präsentiert und mit einer Silbermedaille ausgezeichnet. Das danach noch u. a. in Brüssel, Düsseldorf und Dresden ausgestellte Bild befindet sich heute im Fundus der Nationalgalerie Prag.
1895 kehrte Sochor nach Böhmen zurück und wirkte in Cítoliby. 1907 eröffnete er in Prag ein weiteres Atelier. Neben weiteren Monumentalgemälden mit Darstellungen aus dem Deutschen Krieg, die er an Kaiser Franz Joseph I. verkaufte, schuf er auch eine Reihe von Pleinairbildern mit Landschaften der Gegend von Cítoliby.
Seine letzten Lebensjahre verbrachte der Künstler in Prag, wo er im Alter von 80 Jahren starb. Sein Grab befindet sich auf dem Friedhof von Cítoliby.
Das Œuvre des Künstlers ist wie seine Biografie  weitgehend unerforscht. Bekannt ist vor allem das monumentale Gemälde Die Batterie der Toten im Wiener Heeresgeschichtlichen Museum, das 452 × 750 cm (gerahmt 509 × 809,5 cm) misst und eine Episode aus der Schlacht bei Königgrätz zeigt. Unter Anwendung eines pastosen Farbauftrags stellt Sochor darin auf pathetisch-opulente Weise das Ende einer Kavalleriebatterie des k.k. Feldartillerieregiments Nr. 8 in dieser blutigen Schlacht vom 3. Juli 1866 dar. Die österreichische Feldartillerie deckte den Rückzug der geschlagenen österreichischen Armee über die Elbe und opferte sich dabei völlig auf. Dieser Opfergang wurde auch von Rudolf Otto von Ottenfeld in seinem Gemälde Ein Ruhmesblatt der österreichischen Artillerie thematisiert.
Ein weiteres Monumentalgemälde Sochors im Heeresgeschichtlichen Museum in Wien, es handelt sich dabei um das Pendant zur Batterie der Toten, ist das 491 × 790 cm große Ölbild Der Reiterkampf bei Střesetitz, 1866 aus dem Jahre 1900. Er stellt darin den Zusammenstoß der österreichischen Achter-Kürassiere mit den 3. Neumärkischen Dragonern während der Schlacht bei Königgrätz dar.
1928 wurde Sochors Werk in einer großen Ausstellung im Prager Clementinum gewürdigt. Eine weitere Werksausstellung erfolgte 1937 in Königgrätz.
Václav Sochor war der ältere Bruder des Architekten Eduard Sochor.